# Abrabra bura
Abrabra bura är en insektsart som beskrevs av Irena Dworakowska 1976. Abrabra bura ingår i släktet Abrabra och familjen dvärgstritar. Inga underarter finns listade i Catalogue of Life.